# Station Wierna Rzeka
Station Wierna Rzeka is een spoorwegstation in de Poolse plaats Ruda Zajączkowska.